# Hugh Shields
Pour les articles homonymes, voir Shields.
Hugh Shields, né le 8 septembre 1929 à Belfast et décédé le 16 juillet 2008, est un enseignant irlandais, et une autorité en matière de musique irlandaise traditionnelle. Il est l'un des membres fondateurs de la Société de musique folk d'Irlande (en) (1971) et de l'Irish Traditional Music Archive (1987). On lui doit nombre de travaux sur la musique et le folklore irlandais.

## Biographie
Hugh Shields vient au monde le 8 septembre 1929 à Belfast, commence son instruction à la Royal Belfast Academical Institution (en). Il remporte une bourse pour le Trinity College (Dublin), où il se spécialise en français et en espagnol. En 1954, il y devient conférencier junior, puis maître de conférence l'année suivante. Après son départ à la retraite, en 1994, il continue d'enseigner pendant quatre ans dans l'école de musique où il travaillait à temps partiel depuis 1982.
Il rencontre en 1953 le chanteur traditionnel Eddie Butcher, et commence à collecter de la musique traditionnelle. Il collabore avec le collecteur Tom Munnelly, originaire de Dublin.
En 1971, il cofonde le Folk Music Society of Ireland (en) et en devient le premier secrétaire honoraire. Les autres membres de cette institution sont alors Seán Corcoran, Sandra Joyce, Niall Keegan, John Moulden et Tom Munnelly. Son objet est d'encourager l'intérêt pour la musique traditionnelle en Irlande et sa pratique, et de promouvoir la recherche sur les différents sujets qu'elle englobe. Son activité est, à partir de 2003, réduite à l'édition. Hugh Shields contribue à la publication du journal de l’institution, ainsi qu'à un grand nombre de journaux nationaux et internationaux.
En 1987, il cofonde l'Irish Traditional Music Archive de Dublin, pour le compte duquel il publiera de nombreux ouvrages. Il est l'auteur de l'une des publications majeures de l'ITMA, provenant de collections de manuscrits historiques portant sur la musique traditionnelle irlandaise, Tunes of the Munster Pipers : Irish Traditional Music from the James Goodman Manuscripts, réunissant 500 mélodies datant d'avant la famine irlandaise, éditées à partir d'éléments conservés par le Trinity College de Dublin.
Il publie ses enregistrements auprès de plusieurs labels et pour l'Ulster Folk and Transport Museum (en) de Cultra (en) dans la banlieue d'Holywood (comté de Down en Irlande du Nord).
Il meurt le 16 juillet 2008 à Dublin.

## Publications
- (en) Hugh Shields et Lisa Shields, Irish folk-song recordings, 1966–1972: an index of tapes in the Ulster Folk and Transport Museum, vol. 21 : Ulster Folklife, 1975.  — Ces enregistrements proviennent essentiellement des comtés de Derry et de Donegal. Ils sont disponibles auprès de l'Irish Traditional Music Archive à Dublin ;
- (en) Hugh Shields, Seóirse Bodley et Breandán Breathnach, Éigse Cheol Tíre : Irish Folk Music Studies, Folk Music Society of Ireland Staff, 1974-1975 (ISBN 0905733002 et 9780905733005) ;
- (en) Hugh Shields, Shamrock, rose and thistle: folk singing in north Derry, Dundonald, Blackstaff Press, 1981 (ISBN 0 85640 166 8) ;
- (en) Hugh Shields; International Society for Ethnology and Folklore. Commission for Folk Poetry. International Conference, Ballad Research: The Stranger in Ballad Narrative and Other Topics Proceedings of the Fifteenth International Conference of the Kommission Fur Volksdichtung of the Societe Internationale D'ethnologie Et De Folklore, Dublin and Co. Clare, Ireland, 26 August-1 September 1985, Folk Music Society of Ireland, Dublin, 1985 (ISBN 0-905733-02-9) ;
- (en) Hugh Shields, Oliver Goldsmith and Popular Song, Folk Music Society of Ireland Staff, Dublin, 1985 (ISBN 9780904720174 et 0-904720-17-9) ;
- (en) Hugh Shields, Narrative singing in Ireland : lays, ballads, come-all-yes and other songs, Dublin, Irish Academic Press, Dublin, 1993, 1993, 283 p. (ISBN 978-0-7165-2462-5, 0716525003 et 0-7165-2462-7) ;
- (en) Hugh Shields, James Goodman music collector 1828-1896: (texte révisé d'une conférence donnée par Hugh Shields à la Folk Music Society of Ireland, novembre 1996 ? ;
- (en) Hugh Shields, Tunes of the Munster pipers: Irish traditional music from the James Goodman manuscripts, Hugh Shields, Dublin, Irish Traditional Music Archive, 1998 (ISBN 0-9532704-0-8 et 0-9532704-1-6) ;
- (en) Hugh Shields, Supplementary syllables in anglo-irish folk singing / Hugh Shields, vol. 5, coll. « Yearbook of the international folk music council, 1973 ».